# 가구

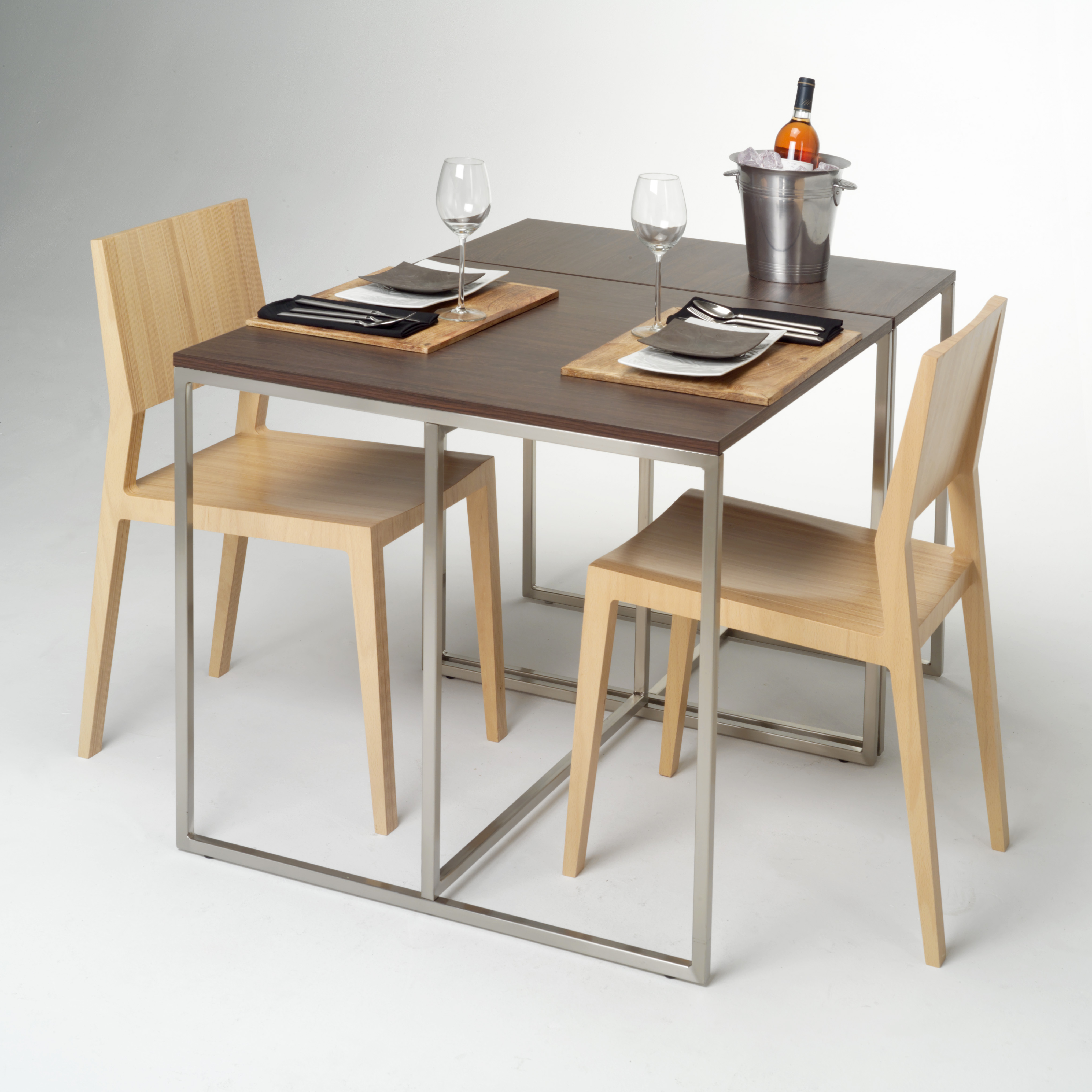
2개의 의자가 있는 식사용 테이블.

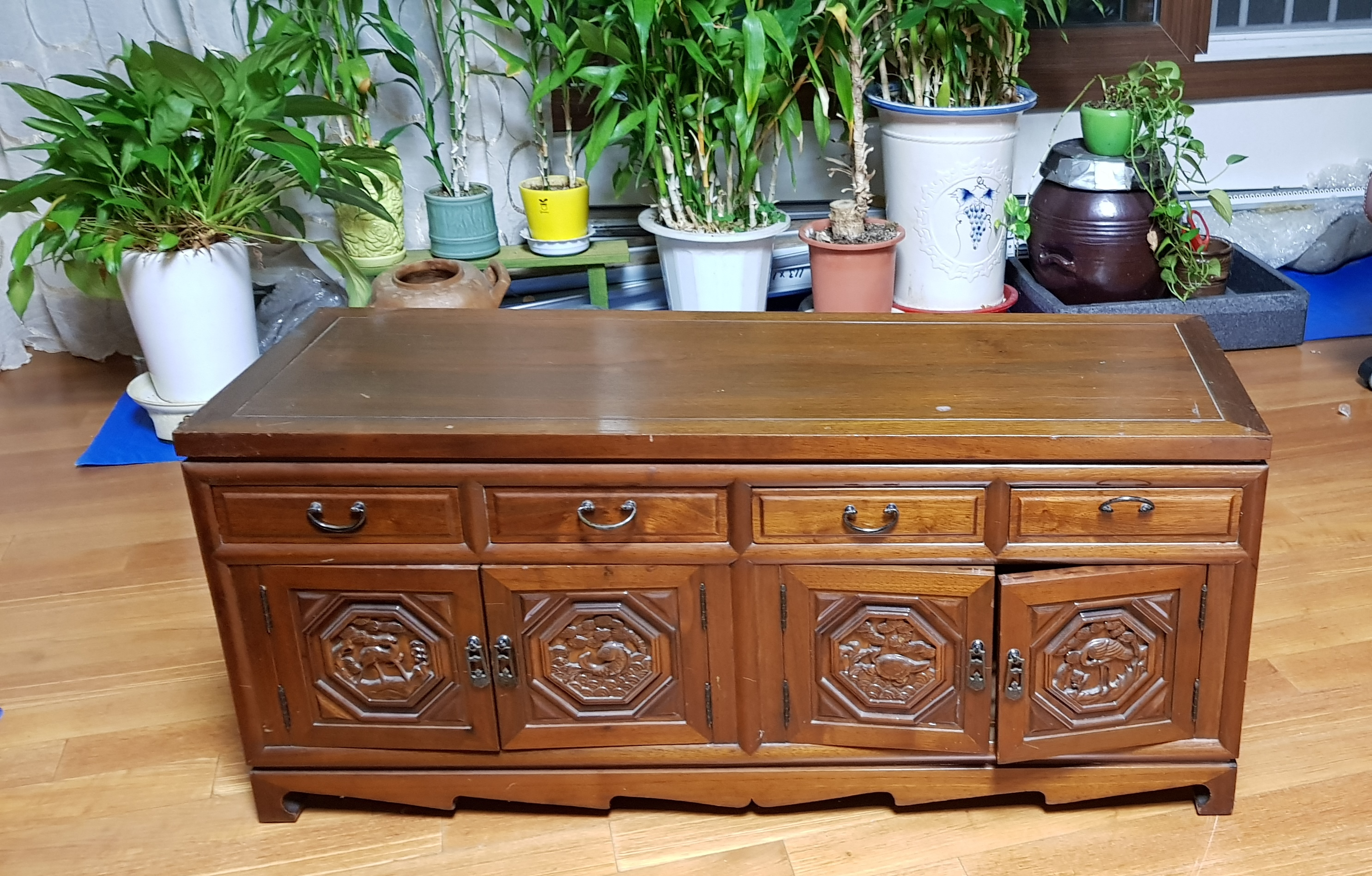
한국의 고가구 문갑

가구(家具, furniture)는 집안 살림에 쓰이는 각종 기구(器具)이다.
가구의 구조는 붙박이식과 이동식의 두 가지가 있다. 붙박이식은 집을 지을 때 짜 넣고 고정시킨 것으로, 붙박이장·수납장 등이 있다. 벽면을 완전히 이용할 수 있어 좁은 방에 적당하고, 생활 능률 향상에도 도움이 된다. 이동식은 필요할 때 이동시킬 수 있도록 만든 것인데, 장롱·식탁·소파 등이 그것이다. 특히 조립식 가구는 적당한 치수로 접거나 해체할 수 있어서 운반하기에 편리하며, 방의 조건과 사용자의 취향에 맞게 모양을 쉽게 바꿀 수 있어 좋다.

## 역사
천연 물건들을 가구로 사용하는 일은 인류 문명의 처음으로 거슬러 올라간다. 초기 인류는 나무 그루터기를 좌석으로, 바위를 탁자로, 수면을 위해서는 이끼를 사용하였다.

## 가구의 종류
가구는 기능과 사용목적에 따라 수납용·작업용·휴식용으로 나눌 수 있다.

### 수납용 가구
수납용 가구에는 책장·옷장·이불장·식기장 등이 있으며, 생활에 필요한 물건을 간편하게 정리·보관할 수 있게 해 준다. 수납용 가구는 같은 부피에 되도록 많은 물건을 넣을 수 있어야 하고, 물건을 넣고 꺼내기에 편리해야 하며, 물건을 안전하게 보관할 수 있어야 한다. 주택을 지을 때 붙박이식으로 하면 좋다.

### 작업용 가구
책상·식탁·각종 작업대 등이 여기에 속하고, 능률적이고 쾌적하게 일을 할 수 있도록 해 준다. 작업용 가구의 높이나 크기는 작업하는 사람의 치수나 동작에 잘 맞고 사용하기에 편리해야 한다. 또 일할 때에 느끼는 피로를 줄일 수 있도록 안정감이 있고 튼튼한 것이 좋다. 필요에 따라서 조립식 가구를 쓰면 융통성 있게 공간을 활용할 수 있다.

### 휴식용 가구
침대·안락 의자·소파 등이 있다. 휴식용 가구는 안정감이 있고 편안하게 만들어져 피로를 쉽게 회복시켜 줄 수 있어야 한다.

## 가구의 배치
가구의 수와 크기는 방의 크기에 맞추어 조절한다. 가구 사용에 필요한 동작 공간을 충분히 두고, 통행에 지장이 없도록 한다. 또 작업 능률을 올릴 수 있도록 동선을 단축시켜서 배치하며 콘센트나 스위치의 위치를 고려하여 사용에 불편이 없도록 한다. 통풍이나 채광에 지장이 없도록 창과 문의 위치를 고려하며 천장과 벽·장식품 등과 잘 어울리게 배치한다.

## DIY 원목가구
소비자가 직접 부품을 조립하여 제품을 만들어 쓰는 방식 또는 그런 방식으로 제작할 수 있도록 만든 DIY 원목가구 제품들은 과거 나무의 무분별한 소비과정을 보다 효율적이고 재생산적인 보수 작업과 부품의 교체작업이 용이하도록 소비자들에게 유연한 사용패턴을 제공하는데 긍정적으로 기여한다고 여겨진다.

## 같이 보기
- 탁자
- 선반
- 소파
- 식탁
- 의자
- 책상
- 책장
- 옷장
- 침대
- 행거
- 서랍
- 화장대